# Nyírcsászári
Nyírcsászári község Szabolcs-Szatmár-Bereg vármegyében, a Nyírbátori járásban.

## Fekvése
Szabolcs-Szatmár-Bereg vármegye keleti részén, a Nyírségben fekvő település.
Nagykálló 28 km, Nyírbátor 5 km, Mátészalka 14,5 km távolságra található.
Megközelíthető a 471-es főúton; vonattal elérhető a Nyíregyháza–Nyírbátor–Mátészalka–Zajta- illetve a Debrecen–Nyírbátor–Mátészalka-vasútvonalon.

## Története
Császári (Chazari) neve az oklevelekben 1286-ban tűnik fel először. Birtokosai valószínűleg a Kaplon nemzetség valamelyik ágából valók lehettek. 1308 körül Császári János fiai Márton és Benedek neve tűnik fel az oklevelekben (Benedeto et Johanni filii Martini de Chazari). 1322-ben egy másik irat a Császári család egy további tagja, Császári Theodor szolgabíró nevét említi. 1330-ban Mihály fia, Császári Péter volt a település birtokosa. 1408-ban Császári György főispán nyert említést egy oklevélben.
1408-ban a szomszédos Kántorjánosit Zsigmond király elvette a Jánosi Kántor családtól és a Császáriaknak és a Báthoryaknak adta. 1425-ben Csaholc határjárásakor Császári György királyi emberként szerepel. 1551-ben a település a Császári család birtoka. 1580-ban a huszita származású Komarowsky família lett a település birtokosa, amely család korábban Mátyástól nyert magyar nemességet és adományt, majd e környéken letelepedve vált a ma élő Komorócziak ősévé.
1604-ben a terület Tárkányi Ferenc birtokaként említették, 1658-ban pedig a Barkóczyaknak volt itt birtoka. A 17. század vége felé a fiscusra szállt, mint magvaszakadt kisnemesi birtok. A 18. században a baktai uradalom tartozékaként van említve. A jobbágyfelszabadításkor Bekk Pál birtoka volt.

## Közélete

### Polgármesterei
- 1990–1994: Egresi Miklós (független)[3]
- 1994–1998: Egresi Miklós (független)[4]
- 1998–2002: Fodor Zsolt (Fidesz)[5]
- 2002–2004: Fodor Zsolt (SZDSZ)[6]
- 2005–2006: Fodor Zsolt (független)[7]
- 2006–2010: Fodor Zsolt (SZDSZ)[8]
- 2010–2011: Zichar János (Fidesz–KDNP)[9]
- 2012–2014: Zichar János (Fidesz–KDNP)[10]
- 2014–2019: Zichar János (Fidesz–KDNP)[11]
- 2019–2024: Csordásné Nehéz Mária (független)[12]
- 2024–2025: Szkibáné Teliska Éva (Fidesz–KDNP)[13]
- 2025– : Szkibáné Teliska Éva (független)[1]

A településen 2005. február 12-én időközi polgármester-választást (és képviselő-testületi választást) tartottak, az előző képviselő-testület önfeloszlatása miatt. Ugyanilyen okból kellett időközi választást tartani 2012. március 25-én is; a hivatalban lévő polgármester mindkét esetben elindult a választáson és meg is nyerte azt.
2025. július 6-án ismét időközi polgármester-választást (és képviselő-testületi választást) kellett tartani a községben, ezúttal is az önkormányzati testület néhány hónappal korábban – április 10-én – kimondott önfeloszlatása miatt. A választás a hivatalban lévő faluvezető és a feloszlást kezdeményező képviselők hangadója közt dőlt el, az előbbi javára; a választás egyik fő érdekessége volt, hogy Szkibáné – sajtóhírek szerint – nyíltan kormánypártiként igyekezett magát függetlennek beállítani a szavazók előtt, az eredmény alapján, úgy tűnik, sikerrel.

## Népesség
A település népességének változása:
| Lakosok száma | 1197 | 1182 | 1185 | 1078 | 1064 | 1054 | 1046 |
|               | 2013 | 2014 | 2015 | 2021 | 2022 | 2023 | 2024 |

2001-ben a település lakosságának 99%-a magyar, 1%-a cigány nemzetiségűnek vallotta magát.
A 2011-es népszámlálás során a lakosok 85,9%-a magyarnak, 4,2% cigánynak, 0,2% görögnek, 0,2% románnak, 0,2% ukránnak mondta magát (14,1% nem nyilatkozott; a kettős identitások miatt a végösszeg nagyobb lehet 100%-nál). A vallási megoszlás a következő volt: római katolikus 17,7%, református 21,8%, görögkatolikus 33,3%, felekezeten kívüli 4,6% (22,4% nem válaszolt).
2022-ben a lakosság 92%-a vallotta magát magyarnak, 3,6% cigánynak, 0,7% ukránnak, 0,4% németnek, 0,4% románnak, 0,1-0,1% bolgárnak és ruszinnak, 1,1% egyéb, nem hazai nemzetiségűnek (8% nem nyilatkozott; a kettős identitások miatt a végösszeg nagyobb lehet 100%-nál). Vallásuk szerint 13,8% volt római katolikus, 23,9% református, 30,6% görög katolikus, 0,4% ortodox, 0,3% egyéb keresztény, 0,1% evangélikus, 2,4% felekezeten kívüli (28,3% nem válaszolt).

## Nevezetességei
- Görögkatolikus templom: a 15. században épült műemlék épület, gótikus stílusú. Ikonosztáza a 18. században készült.
- Református templom
- Római katolikus templom, a világon elsőként épült templom, melyet Pietrelcinai Szent Pio (1999-es építésekor még Boldog Pio) tiszteletésre szenteltek. Búcsúja szeptember 23-án van, melyre az ország határain belülről és kívülről egyaránt érkeznek nagy számú zarándokok.